# Jackass: Кретените 2
„Jackass: Кретените 2“ (на английски: Jackass Number Two) е американски риалити комедиен филм от 2006 г. на режисьора Джеф Тримейн. Това е продължение на „Jackass: Кретените“ (2002), който е базиран на поредицата „Jackass“ по MTV. Като предшественик на оригиналното предаване, филмът е компилация от номера, каскади и закачки. Във филма участват Джони Ноксвил, Бам Марджера, Райън Дън, Джейсън Акуня, Дейв Инглънд, Крис Понтиус, Стийв-О, Престън Лейси и Ерхен МакГехей.
Филмът е продуциран от MTV Films, Dickhouse Productions и Lynch Siderow Productions и е разпространен от Paramount Pictures. Филмът е пуснат по кината на 22 септември 2006 г.